# Dicranomyia exaeta
Dicranomyia exaeta är en tvåvingeart som beskrevs av Alexander 1927. Dicranomyia exaeta ingår i släktet Dicranomyia och familjen småharkrankar. Inga underarter finns listade i Catalogue of Life.